# Дикарбид 13-бора
Дикарбид 13-бора — бинарное неорганическое соединение бора и углерода с формулой B13C2,
чёрные кристаллы,
не растворяется в воде. Полупроводник n-типа.

## Получение
- Восстановление оксида бора углеродом:

{\displaystyle {\mathsf {13B_{2}O_{3}+43C\ {\xrightarrow {T}}\ 2B_{13}C_{2}+39CO\uparrow }}}

## Физические свойства
Дикарбид 13-бора образует чёрные кристаллы тригональной сингонии, пространственная группа R 3m, параметры ячейки a = 0,5630 нм, c = 1,2190 нм, Z = 3, d = 2,46 г/см3
Не растворяется в воде. Тпл = 2460 °С, плотность 2,46 г/см3.